# Richard Rothwell

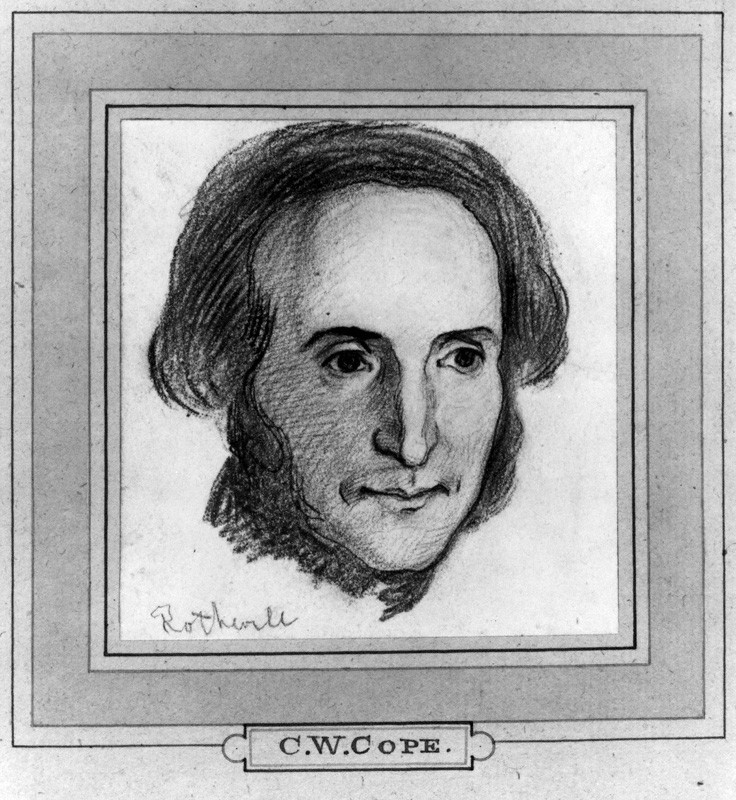
Richard Rothwell, Porträtzeichnung von Charles West Cope, ca. 1862

Richard Rothwell (* 20. November 1800 in Athlone, Irland; † 13. September 1868 in Rom) war ein irischer Maler, der vor allem durch seine Porträts und Genrebilder bekannt wurde.

## Leben
Rothwell war der Sohn von James und Elizabeth Rothwell. Er war das älteste der sieben Kindern dieses Ehepaars. Seine Ausbildung als Maler erhielt er in Dublin in den Jahren 1814 bis 1820. Mit 24 Jahren wurde er Mitglied der neu gegründeten Royal Hibernian Academy und stellte dort mehrfach erfolgreich seine Bilder aus. Kurz nach 1826 zog er nach London, dort war er als Assistent von Thomas Lawrence tätig, dessen Stil ihn beeinflusste. Nach Lawrences Tod vollendete er einige von dessen Bildern. Nach 1829 entstanden Porträts von den Abgeordneten William Huskisson (1830) und William Carr Beresford, 1. Viscount Beresford (1831) sowie von William Farren (1829), die sich alle in der National Portrait Gallery in London befinden. Auch Victoria, Duchess of Kent porträtierte er. Ab 1830 malte er außerdem Genrebilder, die von italienischen Gemälden beeinflusst waren.

Beispiele für seine Gemälde
Mary Shelley (1840)
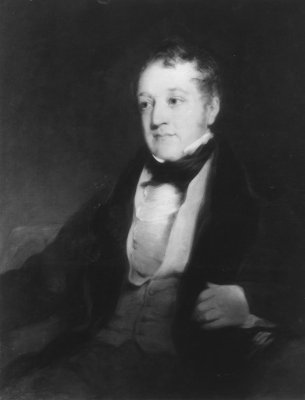
William Huskisson (1831)
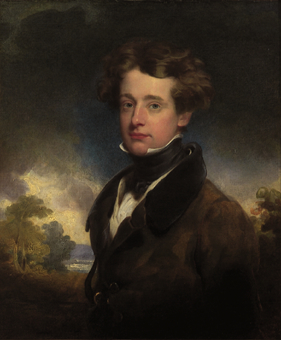
Porträt eines jungen Mannes